# CEVA (ferrovia)
La CEVA, acronimo di "Cornavin – Eaux-Vives – Annemasse", è una ferrovia internazionale, inaugurata nel dicembre 2019, che collega la città di Ginevra (stazione Cornavin) ad Annemasse, in Francia, aggirando il centro della città di Ginevra a ovest e sud-est, costituendo la spina dorsale del trasporto pubblico regionale nella zona, ed è parte del Léman Express.

## Storia
Le origini del progetto risalgono al 1850, ma bisognerà attendere il 1888 con l'apertura della linea Annemasse - Ginevra-Eaux-Vives e poi il 1949 con l'apertura della linea Cornavin-La Praille (stazione di smistamento), per vedere realizzato solo una parte del collegamento. Il progetto è stato riattivato nel 2001 e la stazione di Lancy-Pont-Rouge, entrata in servizio il 16 dicembre 2002 ha costituito il nuovo capolinea sulla sponda sinistra del lago di Ginevra per i treni regionali provenienti da Coppet.
Se il tratto inaugurato nel 1949 non venne chiuso ma semplicemente ristrutturato durante la costruzione della linea, ben diverso è stato il caso della linea ferroviaria Annemasse-Eaux-Vives che è stata chiusa gradualmente tra il 2011 e il 2013 in vista della completa ricostruzione.

### Cronologia
- 1881: firma della convenzione franco-svizzera per la creazione di un collegamento ferroviario tra Ginevra e Annemasse;
- 1884 - 1888: costruzione di una linea a binario unico sul tratto Eaux-Vives - Annemasse;
- 1912: firma dell'accordo tra la Confederazione Svizzera, il Cantone di Ginevra e la CFF per la creazione di un collegamento Cornavin - Eaux-Vives - Annemasse;
- 1941-1949: completamento del primo tratto di quella che allora veniva chiamata "linea di cintura" con la costruzione del tratto Cornavin – La Praille e del viadotto Jonction (1941-1946);
- 1950 - 1968: costruzione dello scalo ferroviario di Praille;
- 1980: richiesta della Confederazione Svizzera di riprendere il progetto dopo il 2000 ma priorità al collegamento ferroviario con l'Aeroporto Internazionale di Ginevra;
- 1987: entrata in servizio del collegamento Cornavin - Ginevra-Aeroporto;
- Dal 2001: aggiornamento del "CEVA";
- 2002: apertura della stazione temporanea Lancy-Pont-Rouge;
- 2005 - 2006: interventi di ampliamento della stazione Cornavin con prolungamento del binario 1 e delle banchine binari;
- 2011: chiusura del tratto Eaux-Vives - Chêne-Bourg e inizio dei lavori;
- 2013: chiusura del tratto Chêne-Bourg - Annemasse;
- 2014: Convenzione franco-svizzera relativa all'ammodernamento e all'esercizio della linea Annemasse-Ginevra;
- 2017: apertura della nuova stazione di Lancy-Pont-Rouge;
- 2019: entrata in servizio della linea.

Il nuovo servizio sulla linea CEVA, marchiato Léman Express, opera con i nuovi treni elettrici a unità multiple Stadler FLIRT costruiti in Svizzera da Stadler Rail.

## Percorso
|  |  | Unknown route-map component "vCONTg" |

|  | Unknown route-map component "uCONTgq" | Unknown route-map component "mvKRZu" | Unknown route-map component "uHSTq" | Unknown route-map component "uCONTfq" |

| Unknown route-map component "KBHFa-L" | Unknown route-map component "vSBHF-R" | Unknown route-map component "BUS2" |

|  | Unknown route-map component "tSTRa" | Unknown route-map component "vSHI1l-STRl" | Unknown route-map component "tSTRaq" | Unknown route-map component "tSTR+r" |

|  | Unknown route-map component "tSTR" | Enter and exit tunnel |  | Unknown route-map component "tSTR" |

|  | Unknown route-map component "tSTRl" | Unknown route-map component "KRZt" | Unknown route-map component "tSTR+r" | Unknown route-map component "tSTR" |

|  |  | Straight track | Unknown route-map component "tABZg+l" | Unknown route-map component "tABZg+r" |

|  |  | Straight track | Unknown route-map component "tSTRe" | Unknown route-map component "tSTR" |

|  |  | Unknown route-map component "KRWgl+l" | Unknown route-map component "KRWgr+r" | Unknown route-map component "tSTR" |

|  | Unknown route-map component "CONTgq" | One way rightward | Straight track | Unknown route-map component "tSTRe" |

|  | Unknown route-map component "CONTgq" | Transverse track | One way rightward | Straight track |

|  | Unknown route-map component "STR+l" | Transverse track | Transverse track | One way rightward |

| Transverse water | Unknown route-map component "hKRZWae" | Transverse water |  |  |

| Unknown route-map component "tSTRa" |

|  | Unknown route-map component "tSTRe" |

|  |  | Unknown route-map component "SPLa" |

|  |  | Unknown route-map component "vSTR-eBHF" | Unknown route-map component "num1r" |  |  |  |

|  | Unknown route-map component "vSBHF-STR" | Unknown route-map component "BUS2" |  |  |

|  | Unknown route-map component "vSTR-DST" + Unknown route-map component "num2r" | Unknown route-map component "RACONTg" | Non-passenger head station |  |

|  | Unknown route-map component "vSHI1l-STRl" | Unknown route-map component "SKRZ-Auq" | One way rightward |  |

| Genève-Stade è operativa esclusivamente |
| in occasione delle partite              |

| Unknown route-map component "tRAq" | Unknown route-map component "tSTRa@g" + Unknown route-map component "RAq" | Unknown route-map component "RAr" |  |  |

| Unknown route-map component "uCONTgq" | Unknown route-map component "tSTR" + Unknown route-map component "uBHFq" + Unknown route-map component "HUBa" | Unknown route-map component "uCONTfq" |  |  |

| Unknown route-map component "tSHST" + Unknown route-map component "HUBe" | Unknown route-map component "BUS2" |  |

|  | Unknown route-map component "tSTRe" |

| Transverse water | Unknown route-map component "hKRZWae" | Transverse water |  |  |

|  | Unknown route-map component "tSTRa" |

| Unknown route-map component "tSHST" | Unknown route-map component "BUS2" |  |

|  | Unknown route-map component "tSTR" |

| Unknown route-map component "uCONTgq" | Unknown route-map component "tSTR" + Unknown route-map component "uBHFq" + Unknown route-map component "HUBa" | Unknown route-map component "uCONTfq" |  |  |

| Unknown route-map component "tS+BHF" + Unknown route-map component "HUBe" | Unknown route-map component "BUS2" |  |

| Transverse water | Unknown route-map component "htKRZWea" | Transverse water |  |  |

| Unknown route-map component "tSHST" | Unknown route-map component "BUS2" |  |

|  | Unknown route-map component "tSTR" |

| Transverse water + Unknown route-map component "GRZq" | Unknown route-map component "tKRZW+GRZq" + Unknown route-map component "lGRENZE" | Transverse water + Unknown route-map component "GRZq" |  |  |

| Unknown route-map component "vCONTgq" | Unknown route-map component "vSTR+r" | Unknown route-map component "tSTRe" |  |  |  |  |

| linea per Loreray Léaz  |
| linea per Aix-les-Bains |

| Unknown route-map component "vÜST" | Unknown route-map component "SEC2" |  |  |  |

| Unknown route-map component "vSTR-SHI3gl" | Unknown route-map component "SHI3g+r" |  |  |  |

| Unknown route-map component "vBHF-L" | Unknown route-map component "SBHF-R" | Unknown route-map component "BUS2" |  |  |

| 76+39   |
| 172+715 |

| Unknown route-map component "v-SHI2g+r" | Straight track |  |  |  |

| Unknown route-map component "v-SHI3g+l" | Unknown route-map component "SHI3r" |  |  |  |

| Unknown route-map component "v-CONTf" |

La linea CEVA è elettrificata a 15 kV a 16⅔ Hz a corrente alternata, compreso un binario verso una delle piattaforme di Annemasse. Per semplificare la situazione dell'elettrificazione nell'area di Ginevra, nell'estate 2014 il tratto tra Genève-Cornavin e Bellegarde è stato modificato da 1500 V CC a 25 kV 50 Hz a corrente alternata.
Da quando è stato completato, il percorso ferroviario corre dalla stazione Cornavin via La Praille, Bachet-de-Pesay, e superato l'Arve, in tunnel sotto il quartiere di Champel e oltre Eaux-Vives, fino ad Annemasse.
Il progetto CEVA si componeva di quattro settori principali:
- Tra la stazione Cornavin e Bachet-de-Pesay: la linea CFF (esistente dal 1949) tra Cornavin e la stazione di smistamento di la Praille è stata rinnovata.
- Tra Bachet-de-Pesay e la stazione Eaux-Vives: è stata costruita una nuova linea CFF, che attraversa il fiume Arve tramite un ponte e poi passa sotto il quartiere di Champel tramite un tunnel.
- Tra la stazione Eaux-Vives e il confine franco-svizzero: è stata soppressa la linea SNCF a binario unico esistente dal 1888 ed è stata costruita una nuova linea metropolitana a doppio binario che copre lo stesso percorso della linea fuori terra esistente.
- Tra la frontiera e Annemasse: la linea SNCF a binario unico esistente dal 1888 è stata potenziata, anche se, fino a poco tempo fa, né il proprietario Réseau Ferré de France (RFF, ora SNCF Réseau) né le autorità francesi avevano fatto un passo avanti verso il finanziamento e la realizzazione di questa parte della linea.

## Il progetto

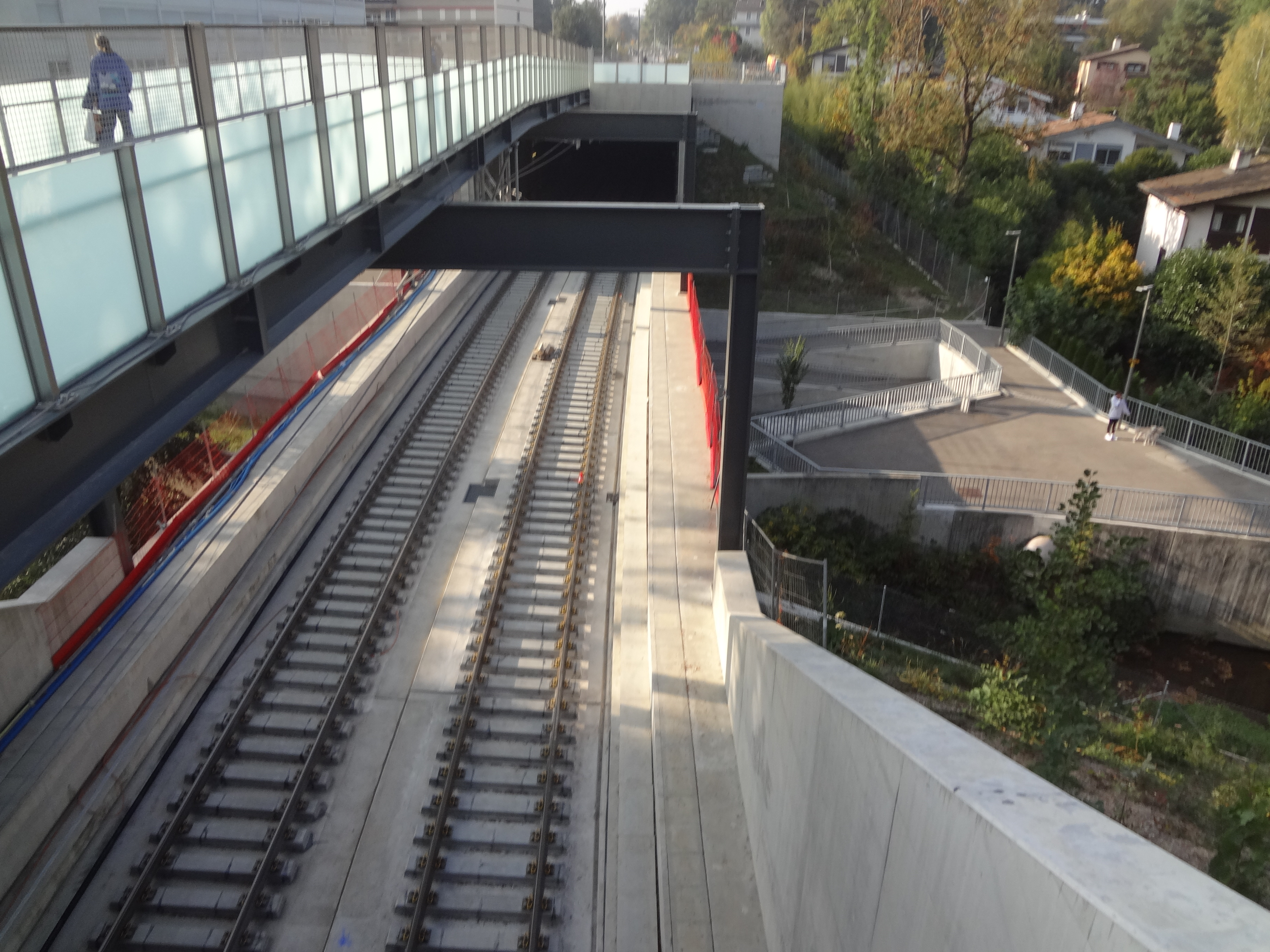
Il ponte ciclopedonale (a sinistra) e il ponte ferroviario sul torrente Seymaz tra Chêne-Bourg e Eaux-Vives

Il progetto prevede la circolazione di treni diretti tra Coppet (Svizzera), Ginevra-Cornavin, Ginevra-Eaux-Vives e Annemasse ogni 15 minuti. Questi treni proseguiranno oltre Annemasse verso Annecy, Saint-Gervais-les-Bains-Le Fayet e la stazione di Évian-les-Bains. 
La struttura regolare della rete e il funzionamento delle stazioni di Annemasse e La Roche-sur-Foron come nodi di collegamento permetteranno di offrire due collegamenti all'ora e per direzione verso tutte le destinazioni.
Oltre a questo servizio regionale, i treni RegioExpress circoleranno tra Annemasse e Losanna, o anche oltre fino a Vevey e Romont. Da dicembre 2019, circolano ogni 30 minuti e servono in particolare le stazioni di Lancy-Pont-Rouge, Genève-Cornavin, Coppet, Nyon, Gland, Rolle, Allaman e Renens.
A lungo termine, dopo la messa in servizio della CEVA, la riapertura della linea del Tonkin tra Évian-les-Bains e Saint-Gingolph (frontiera franco-svizzera) potrebbe consentire la creazione di collegamenti più efficienti, creando una relazione diretta tra i cantoni di Ginevra e Vallese sulla riva sud del lago Lemano.
Il progetto di riapertura della linea del Tonkin è allo studio di SNCF Réseau e della regione Auvergne-Rhône-Alpes.